# Spilophorella paradoxoides
Spilophorella paradoxoides is een rondwormensoort uit de familie van de Chromadoridae. De wetenschappelijke naam van de soort is voor het eerst geldig gepubliceerd in 1952 door Timm.